# Lisa Hanna
 (mai 2014).
Lisa Hanna, née le 27 août 1975 en Jamaïque, est une femme politique jamaïcaine, qui a été couronnée Miss Monde 1993.

## Biographie
Lisa Hanna a grandi dans la paroisse de Saint Mary.
Elle a travaillé en tant que bénévole pour The Hunger Project, et le programme JAMAL en Jamaïque. 
Lisa Hanna a également travaillé en collaboration avec l'UNICEF pour mener les veillées aux chandelles jamaïcaines pour lancer la Convention internationale sur les droits de l'enfant.
Elle était membre active de la branche jeunesse du Parti travailliste jamaïcain.
Depuis 2007, Lisa Hanna se consacre à la politique en tant que députée de Saint Ann Sud-Est, et, depuis janvier 2012, occupe le poste de ministre de la Jeunesse et de la Culture en Jamaïque.